# دستور تركيا
دستور الجمهورية التركية المعروف أيضا باسم دستور عام 1982، هو القانون الأساسي في تركيا. وينص على أن حكومة الدولة يجب أن تحترم الدولة. وينص الدستور أيضا على حقوق ومسؤوليات هذا الأخير مع وضع المبادئ التوجيهية للوفد وممارسة السيادة التي تخص الشعب التركي.
صُدّقَ على الدستور في 7 نوفمبر 1982. حل محل الدستور السابق لعام 1961. عُدّل الدستور سبعة عشر مرة، اثنان منهم من خلال استفتائي 2007، و2010، وواحد منهم جزئيا من خلال الاستفتاء: 1987. وعموما، 113 مادة من أصل 177 عُدلت في دستور عام 1982. أُجريَ استفتاء آخر على مشروع دستور جديد من شأنه أن يزيد من سلطة الرئيس وإلغاء رئيس الوزراء في 16 أبريل 2017.

## التاريخ
اعتمد أول دستور للإمبراطورية العثمانية في عام 1876 ونقح في عام 1908.
منذ تأسيسها، كانت الدولة التركية الحديثة محكومة بموجب أربع وثائق:
- دستور عام 1921،
- وينص دستور عام 1924،
- وينص دستور عام 1961،
- الدستور الحالي لعام 1982.

وقد صدق الدستور الحالي على الاستفتاء الشعبي خلال المجلس العسكري في الفترة 1980-1983. منذ التصديق عليه في عام 1982، أشرف الدستور الحالي على العديد من الأحداث الهامة والتغيرات في جمهورية تركيا، ومرات عديدة أنها مواكبة الملامح الجيوسياسية العالمية والإقليمية. وأدخلت آخر التعديلات الهامة في عام 2010. وقد أدخل تعديل طفيف على المادة 59 بشأن الوسائل المسموح بها لتحدي «القرارات المتعلقة بالاتحادات الرياضية» في مارس 2011.

## نظرة عامة